# Madeleine Delavaivre
 (octobre 2021).
Madeleine Delavaivre est une actrice française, née le 25 mai 1928 à Vichy (Allier) et morte le 1er juillet 2006 à Saint-Cloud (Hauts-de-Seine).

## Biographie
Diplômée en 1948 du Conservatoire national supérieur d'art dramatique, Madeleine Delavaivre entame une carrière d'actrice menée principalement au théâtre. Elle y rencontre l'acteur et metteur en scène Jacques François (1920-2003) qu'elle épouse en 1966 et dont elle reste veuve, jusqu'à son propre décès en 2006, à 78 ans.
Parmi les pièces qu'elle joue aux côtés de son mari, on peut citer Felicity de Noël Coward (en 1972 au Théâtre Marigny), Le Canard à l'orange de William Douglas-Home (en 1974 à Laval) et L'Amant complaisant de Graham Greene (en 1980 au Théâtre Marigny). Peu après cette dernière pièce, le couple est victime d'une grave accident de voiture et l'actrice se retire.
Au cinéma, Madeleine Delavaivre contribue à seulement cinq films français, depuis Clara de Montargis d'Henri Decoin (1951, avec Ludmila Tcherina et Michel François) jusqu'à Le Gendarme et les Extra-terrestres (1979, avec son époux), en passant par Le Gendarme de Saint-Tropez (1964), ces deux derniers réalisés par Jean Girault et avec Louis de Funès.
À la télévision française enfin, elle apparaît surtout dans huit téléfilms d'origine théâtrale à partir de 1954, dont Le Misanthrope de Molière (réalisation de Jacques-Gérard Cornu, 1958, avec Jacques Charon et Jacques Dumesnil) et quatre pièces diffusées dans le cadre de l'émission Au théâtre ce soir (y inclus celles précitées Felicity et L'Amant complaisant).
S'ajoutent deux feuilletons, La Demoiselle d'Avignon de Michel Wyn (1972, avec Marthe Keller et Louis Velle) et Les Messieurs de Saint-Roy de Pierre Goutas (1973, avec Jacques Debary et Henri Guisol).

## Théâtre
- 1949 : Les Vignes du seigneur de Robert de Flers et Francis de Croisset, mise en scène de Pierre Dux, théâtre de Paris : Yvonne (reprise en 1951)
- 1949 : Élisabeth d'Angleterre de Ferdinand Bruckner, adaptation de Renée Cave, mise en scène de Jean-Louis Barrault, théâtre Marigny : Lady Mary
- 1949 : Le Bossu, adaptation par Auguste Anicet-Bourgeois du roman éponyme de Paul Féval, mise en scène de Jean-Louis Barrault, théâtre Marigny : Blanche de Nevers
- 1950 : Malborough s'en va t-en-guerre de Marcel Achard, mise en scène de Jean-Louis Barrault, théâtre Marigny : Jeanne
- 1951 : Dominique et Dominique de Jean Davray, mise en scène de Raymond Rouleau, théâtre Michel : Luce
- 1951 : L'Épreuve de Marivaux, mise en scène de Pierre Bertin, théâtre des Célestins : Angélique
- 1951 : Les Fourberies de Scapin de Molière, mise en scène de Louis Jouvet, théâtre des Célestins[3]
- 1952 : Mozart, comédie musicale de Reynaldo Hahn, livret et mise en scène de Sacha Guitry, théâtre Marigny : Marie-Anne de Saint-Pons
- 1957 : Le Misanthrope de Molière, mise en scène de Bernard Dhéran, théâtre du Vieux-Colombier : Célimène (reprises de 1960 à 1962)
- 1961 : Les Précieuses ridicules de Molière, mise en scène de Jean-Pierre Granval, théâtre de l'Odéon : Madelon
- 1961 : Ruy Blas de Victor Hugo, mise en scène de Jean Marchat, Festival de Coussac-Bonneval
- 1961 : Jean de la Lune de Marcel Achard, mise en scène de Bernard Dhéran, Festival du théâtre français au Piccadilly Theatre (Londres) : Marceline (reprise en 1962)
- 1961 : Volpone de Ben Jonson, adaptation de Jules Romains et Stefan Zweig, mise en scène de Raymond Gérôme, Château de Saumur : Colomba
- 1961 : La Tragédie de Jules César de William Shakespeare, adaptation et mise en scène de Jean Marchat, Château d'Angers : Portia
- 1961-1962 : Noir sur blanc de Brice Parain, mise en scène de Raymond Gérôme, théâtre des Mathurins : la caissière
- 1963 : Un caprice d'Alfred de Musset, mise en scène de Jacques François, Festival du théâtre français au Piccadilly Theatre (Londres) : Mme de Léry
- 1963 : Le Système Ribadier de Georges Feydeau et Maurice Hennequin, mise en scène de Jacques François, Festival du théâtre français au Piccadilly Theatre (Londres) : Angèle Ribadier
- 1966 : La Fin du monde de Sacha Guitry, mise en scène de Jean-Pierre Delage, théâtre de la Madeleine : Mlle de Passy / Philippine
- 1972 : Occupe-toi d'Amélie de Georges Feydeau, mise en scène de Jacques-Henri Duval, théâtre des Célestins : Irène
- 1974 : Le Canard à l'orange de William Douglas-Home, adaptation de Marc-Gilbert Sauvajon, mise en scène de Pierre Mondy, Laval

## Filmographie

### Cinéma
- 1951 : Clara de Montargis d'Henri Decoin : Mme Bonacieux
- 1964 : Le Gendarme de Saint-Tropez de Jean Girault : Mme Boiselier
- 1964 : Les Gorilles de Jean Girault
- 1964 : Le Pas de trois d'Alain Bornet : la duchesse
- 1979 : Le Gendarme et les Extra-terrestres de Jean Girault : la sœur avec le képi de Gerber

### Télévision
(téléfilms, sauf mention contraire)
- 1954 : Ce qu'a vu le vent d'est de Marcel L'Herbier : Clarisse
- 1958 : Le Misanthrope de Jacques-Gérard Cornu : Célimène
- 1959 : L'Admirable Crichton de Jean Vernier (diffusé dans le cadre de l'émission Plaisir du théâtre)
- 1971-1980 : Au théâtre ce soir : 
  - 1971 : Caroline de Somerset Maugham, réalisation Pierre Sabbagh : Isabelle
  - 1973 : Félicity de Noël Coward, réalisation Georges Folgoas : Moxie
  - 1974 : Jeux d'esprit de Noël Coward, réalisation Georges Folgoas : Ruth Condomine
  - 1980 : L'Amant complaisant de Graham Green, réalisation Pierre Sabbagh : Margaret Howard
- 1972 : La Demoiselle d'Avignon, feuilleton de Michel Wyn : Mme Cruchon de Clamouse
- 1973 : Les Messieurs de Saint-Roy, feuilleton de Pierre Goutas : Claudia Clément
- 1979 : Les Moyens du bord de Bernard Toublanc-Michel : Mme de Vergennes